# 西沢爽
西沢 爽（にしざわ そう、本名、西澤 義久（にしざわ よしひさ）、1919年（大正8年）1月9日 - 2000年（平成12年）7月19日）は、日本の作詞家、元日本作詩家協会会長、文学博士。

## 人物
東京府出身。1954年（昭和29年）から日本コロムビアの専属となり、島倉千代子「からたち日記」、「恋しているんだもん」「星空に両手を」、美空ひばり「ひばりの佐渡情話」、「波止場だよ、お父つぁん」、水原弘「女の爪あと」、小林旭「さすらい」、舟木一夫「学園広場」など数々のヒット曲を世に送り、戦後の大衆音楽に多大な影響を与えた。
1974年（昭和49年）、休筆を宣言し、作詞活動の第一線から身を引く。その後、中世以降の歌謡曲研究に専念し、「日本近代歌謡史」、「雑学歌謡昭和史」などを著した。1989年（平成元年）、「日本近代歌謡の実証的研究」で文学博士号（國學院大學）を取得。日本音楽著作権協会理事などを務めたほか、1982年（昭和57年）に紫綬褒章を、1994年（平成6年）に勲四等旭日小綬章を受章する。
2000年（平成12年）7月19日、敗血症のため東京都内の病院で死去。 81歳没。

## 作詞した楽曲

### 歌謡曲
- 伊藤久男「たそがれの夢」
- 梶光夫「青春の城下町」
- 梶光夫・高田美和「愛の手紙は幾歳月」
- 春日八郎「未練/石狩川絶唱」
- 小林旭「ギターを持った渡り鳥」「アキラのダンチョネ節」「アキラのズンドコ節」
- 小林幸子「出稼ぎ父ちゃんの歌」
- 島倉千代子「からたち日記」「おもいで日記」「哀愁のからまつ林」「恋しているんだもん」「星空に両手を」「涙の谷間に太陽を」「大阪夜曲」
- 千昌夫「アケミという名で十八で」
- ちあきなおみ「ちあきの夢は夜ひらく」
- 日野麻子「花影の人」「氷点」「北国の恋ははかなく」
- 舟木一夫「仲間たち」「あゝ青春の胸の血は」
- 美川憲一「みれん町」「おんなの朝」
- 美空ひばり「ひばりの佐渡情話」「波止場だよ、お父つぁん」「素敵な今夜」「ひばりの渡り鳥だよ」「ふるさと〜歌は我が命 第7集」
- 水木一郎「君にささげる僕の歌」「素敵な夜」
- 村田英雄「まず一献」「独航船の男」
- 水原弘「女の爪あと」
- 吉永小百合･三田明「明日は咲こう花咲こう」
- 池亜里沙「鞭で打たれて愛されて」

### 応援歌
- 「炎えろ!近鉄バファローズ」（近鉄バファローズ応援歌）

### 自衛隊歌
- 「この国は」
- 「君のその手で」

## 補作した楽曲
- 「万国博音頭」（日本万国博覧会テーマソング）
- 「めぐろ・みんなの歌」（目黒区歌）
- 「パイオニアわれら」（パイオニア社歌）

## 著書
- 『雑学猥学』新門出版社、1978年8月。
  - 『雑学猥学』文藝春秋〈文春文庫〉、1984年2月。ISBN 9784167336011。
- 『雑学艶学』新門出版社、1979年7月。
  - 『雑学艶学』文藝春秋〈文春文庫〉、1985年2月。ISBN 9784167336028。
- 『雑学歌謡昭和史』毎日新聞社、1980年10月。
- 『雑学女学』新門出版社、1981年8月。
- 『はやり唄の女たち』新門出版社、1982年4月。
  - 『雑学艶歌の女たち』文藝春秋〈文春文庫〉、1987年1月。ISBN 9784167336042。
- 『西沢爽定型詩集 いのちさみしと』全音楽譜出版社、1982年6月。
- 『明治珍聞録』大正出版、1982年12月。
  - 『雑学明治珍聞録』文藝春秋〈文春文庫〉、1987年11月。ISBN 9784167336059。
- 『雑学東京行進曲』講談社〈講談社文庫〉、1984年9月。ISBN 9784061833319。
- 『日本近代歌謡史』 上、桜楓社、1990年11月。ISBN 9784273022341。
- 『日本近代歌謡史』 下、桜楓社、1990年11月。ISBN 9784273022341。
- 『日本近代歌謡史』 資料編、桜楓社、1990年11月。ISBN 9784273022341。

## 論文
- 「雑書漁りの功徳」『日本古書通信』第44巻第4号、日本古書通信社、1979年4月、2-3頁、NAID 40002911853。
- 「心中ものお染・久松雑考」『季刊邦楽』第20号、邦楽社、1979年9月、5-8頁、NAID 40004048805。
- 「ずいずいずっころばし私考」『日本歌謡研究』第19号、日本歌謡学会、1980年4月、27-32頁、NAID 40002850346。
- 「君と寝やろかとその背景」『日本歌謡研究』第21号、日本歌謡学会、1982年5月、1-8頁、NAID 40002850370。
- 「東雲のストライキは無かった」『日本歌謡研究』第29号、日本歌謡学会、1989年12月、20-27頁、NAID 40002850472。
- 「大道芸としての演歌」『芸能』第32巻第5号、芸能発行所、1990年5月、17-23頁、NAID 40000967046。

### 博士論文
- 「日本近代歌謡の実証的研究」、國學院大學、1989年12月6日、NAID 500000075050、NDLJP:3053908。